# Leslie McPherson
Leslie Mitchell McPherson (Balranald, 17 maggio 1880 – Melbourne, 14 giugno 1941) è stato un lunghista e ostacolista australiano.
McPherson prese parte ai Giochi della III Olimpiade del 1904 con una società di Melbourne, disputando i 110 metri ostacoli e il salto in lungo. In entrambe le gare non vinse alcuna medaglia.